# Scolophyllum longitubum
Scolophyllum longitubum är en tvåhjärtbladig växtart som beskrevs av T. Yamazaki och W. Chuakul. Scolophyllum longitubum ingår i släktet Scolophyllum och familjen Linderniaceae. Inga underarter finns listade i Catalogue of Life.